# I due topi
I due topi (The Year of the Mouse) è un film del 1965 diretto da Chuck Jones e Maurice Noble. È il quattordicesimo dei 34 cortometraggi animati della serie Tom & Jerry prodotti da Jones con il suo studio Sib-Tower 12 Productions. Venne distribuito dalla Metro-Goldwyn-Mayer il 9 giugno 1965.

## Trama
Tom sta dormendo tranquillamente dentro casa. Nel frattempo in cima al camino Jerry e un topo grigio cercano in diversi modi di uccidere Tom, il quale riesce ogni volta a salvarsi. Alla fine il gatto, stufo marcio dei due topi, decide di intrappolarli all'interno di una bottiglia, per poi rimettersi a dormire tranquillo usando la coda per farsi aria con un ventaglio.